# Onychomys torridus
Onychomys torridus — вид хижих гризунів із родини Cricetidae, що походить із Мексики та штатів Аризона, Каліфорнія, Невада, Нью-Мексико та Юта в Сполучених Штатах. В основному вони населяють жаркі сухі долини та чагарникові пустелі, такі як пустеля Чіуауа та пустеля Сонора. Відомий своєю стійкістю до отрути, він регулярно полює на дуже отруйного аризонського скорпіона.

## Морфологічна характеристика
Onychomys torridus — міцний невеликий нічний вид, який зазвичай утворює моногамні пари. Вони мають короткий хвіст, що виростає до загальної довжини від 120 до 163 мм. Голова, спина та боки рожевувато- або сірувато-коричневі, а нижня частина тіла біла, при цьому два кольори чітко розділені. Хвіст має форму булави, короткий і широкий, передня частина такого ж кольору, як і тіло, а кінчик білий.

## Спосіб життя
Onychomys torridus живе в невеликих норах, які вириті в землі. Це один з агресивних хижаків, що взагалі незвично для мишей. Він веде переважно нічний спосіб життя і активний цілий рік. Попри те, що він хороший дереволаз, він переважно пересувається по землі. Переважною здобиччю є коники (Gomphocerinae) і скорпіони (Scorpiones), особливо аризонський скорпіон (Centruroides vittatus). Гризун здатний значною мірою нейтралізувати дію отрути скорпіона. У харчовому спектрі також є білоногі миші (Peromyscus), кишенькові миші (Perognathus), дрібні полівки (Microtus), зернові миші (Reithrodontomys) і навіть представники свого виду. Вони вбивають свою жертву цілеспрямованим укусом в голову. Рослинна їжа у вигляді ягід і насіння вживається лише в невеликих кількостях.
O. torridus' зазвичай живе поодинці й агресивно захищає свою територію від зловмисників. Якщо самці й самиці все ще живуть разом, одного з двох партнерів часто вбивають і з'їдають, коли не вистачає їжі. Незвичайна поведінка називається «виттям». Тварини видають гучний, пронизливий звук, який триває від 0,7 до 1,2 секунди, повторюється кілька разів і може бути почутий людським вухом на відстані до 100 метрів. Вони стоять прямо на задніх лапах і мають витягнуті вгору носи. Мабуть, це є попередженням для конкурентів.

## Розмноження
Onychomys torridus можуть розмножуватися цілий рік, але в основному народжують пізньою весною і влітку. Вагітність триває 26–35 днів. Розмір виводку коливається від одного до шести молодих тварин, які важать приблизно 2,6 грама при народженні. Вони відкривають очі у двотижневому віці, а відлучають від грудей у віці трьох тижнів.